# Скарпара (Бари)
Скарпара (итал. Scarpara) је насеље у Италији у округу Бари, региону Апулија.
Према процени из 2011. у насељу је живело 49 становника. Насеље се налази на надморској висини од 403 м.